# 115.º Congresso dos Estados Unidos
O 115º Congresso dos Estados Unidos foi uma legislatura do órgão legislativo federal dos Estados Unidos da América, composto da Câmara dos Representantes e do Senado. Os senadores e os representantes, eleitos por votação direta em 2016, ficaram no cargo de 3 de janeiro de 2017 a 3 de janeiro de 2019; quando também se encerrou a primeira metade da Presidência de Donald Trump. Nas eleições de 2016, os Republicanos obtiveram a maioria no Senado pela segunda vez desde o 109º Congresso.

## Distribuição partidária

### Senado

47 Democratas
2 Independentes
51 Republicanos

| Afiliação                     | Partido     | Partido   | Partido      | Total | Vacante |
| ----------------------------- | ----------- | --------- | ------------ | ----- | ------- |
| Afiliação                     |             |           |              | Total | Vacante |
| Afiliação                     | Republicano | Democrata | Independente | Total | Vacante |
| Legislatura anterior          | 54          | 44        | 2            | 100   | 0       |
|                               |             |           |              |       |         |
| Início (3 de janeiro de 2017) | 52          | 46        | 2            | 100   | 0       |
| 8 de fevereiro de 2017        | 51          | 46        | 2            | 99    | 1       |
| 9 de fevereiro de 2017        | 52          | 46        | 2            | 100   | 0       |
| 2 de janeiro de 2018          | 52          | 45        | 2            | 99    | 1       |
| 3 de janeiro de 2018          | 51          | 47        | 2            | 100   | 0       |

### Câmara dos Representantes

Democratas
Vacante
Republicanos

| Afiliação                     | Partido     | Partido   | Partido      | Total | Vacante |
| ----------------------------- | ----------- | --------- | ------------ | ----- | ------- |
| Afiliação                     |             |           |              | Total | Vacante |
| Afiliação                     | Republicano | Democrata | Independente | Total | Vacante |
| Legislatura anterior          | 246         | 187       | 0            | 433   | 2       |
|                               |             |           |              |       |         |
| Início (3 de janeiro de 2017) | 241         | 194       | 0            | 435   | 0       |
| 23 de janeiro de 2017         | 240         | 194       | 0            | 434   | 1       |
| 24 de janeiro de 2017         | 240         | 193       | 0            | 433   | 2       |
| 10 de fevereiro de 2017       | 239         | 193       | 0            | 432   | 3       |
| 16 de fevereiro de 2017       | 238         | 193       | 0            | 431   | 4       |
| 1 de março de 2017            | 237         | 193       | 0            | 430   | 5       |
| 11 de abril de 2017           | 238         | 193       | 0            | 431   | 4       |
| 25 de maio de 2017            | 239         | 193       | 0            | 432   | 3       |
| 6 de junho de 2017            | 239         | 194       | 0            | 433   | 2       |
| 20 de junho de 2017           | 241         | 194       | 0            | 435   | 0       |
| 30 de junho                   | 240         | 194       | 0            | 434   | 1       |
| 21 de outubro de 2017         | 239         | 194       | 0            | 433   | 2       |
| 7 de novembro de 2017         | 240         | 194       | 0            | 434   | 1       |
| 5 de dezembro de 2017         | 240         | 193       | 0            | 433   | 2       |
| 8 de dezembro de 2017         | 239         | 193       | 0            | 432   | 3       |

## Liderança

### Senado
- Presidente: Joe Biden (D), até 20 de janeiro de 2017
  - Mike Pence (R), desde 20 de janeiro de 2017
- Presidente pro tempore: Orrin Hatch (R)
- Presidente pro tempore emérito: Patrick Leahy (D)

Liderança da Maioria (Republicana)
- Líder da Maioria: Mitch McConnell
- Líder Assistente: John Cornyn

Liderança da Minoria (Democrata)
- Líder da Minoria: Chuck Schumer
- Líder Assistente: Dick Durbin

### Câmara dos Representantes
- Presidente: Paul Ryan (R)

Liderança da Maioria (Republicana)
- Líder da Maioria: Kevin McCarthy
- Whip da Maioria: Steve Scalise

Liderança da Minoria (Democrata)
- Líder da Minoria: Nancy Pelosi
- Whip da Minoria: Steny Hoyer

## Composição

### Senado
| Alabama - Richard Shelby (R) - Jeff Sessions (R), até 8 de fevereiro de 2017 - Luther Strange (R), de 9 de fevereiro de 2017 a 3 de janeiro de 2018 - Doug Jones (D), desde 3 de janeiro de 2018 Alaska - Lisa Murkowski (R) - Dan Sullivan (R) Arizona - John McCain (R) - Jeff Flake (R) Arkansas - John Boozman (R) - Tom Cotton (R) Califórnia - Dianne Feinstein (D) - Kamala Harris (D) Colorado - Michael Bennet (D) - Cory Gardner (R) Connecticut - Richard Blumenthal (D) - Chris Murphy (D) Delaware - Tom Carper (D) - Chris Coons (D) Flórida - Bill Nelson (D) - Marco Rubio (R) Geórgia - Johnny Isakson (R) - David Perdue (R) | Havaí - Brian Schatz (D) - Mazie Hirono (D) Idaho - Mike Crapo (R) - Jim Risch (R) Illinois - Richard Durbin (D) - Tammy Duckworth (R) Indiana - Joe Donnelly (D) - Todd Young (R) Iowa - Chuck Grassley (R) - Joni Ernst (R) Kansas - Pat Roberts (R) - Jerry Moran (R) Kentucky - Mitch McConnell (R) - Rand Paul (R) Luisiana - Bill Cassidy (R) - John Neely Kennedy (R) Maine - Angus King (I) - Susan Collins (R) Maryland - Ben Cardin (D) - Chris Van Hollen (D) | Massachusetts - Elizabeth Warren (D) - Ed Markey (D) Michigan - Debbie Stabenow (D) - Gary Peters (D) Minnesota - Amy Klobuchar (D) - Al Franken (D), até 2 de janeiro de 2018 - Tina Smith (D), desde 3 de janeiro de 2018 Mississippi - Thad Cochran (R) - Roger Wicker (R) Missouri - Claire McCaskill (D) - Roy Blunt (R) Montana - Jon Tester (D) - Steve Daines (R) Nebraska - Deb Fischer (R) - Ben Sasse (R) Nevada - Dean Heller (R) - Catherine Cortez Masto (D) Nova Hampshire - Jeanne Shaheen (D) - Maggie Hassan (D) Nova Jérsei - Bob Menendez (D) - Cory Booker (D) | Novo México - Tom Udall (D) - Martin Heinrich (D) Nova Iorque - Chuck Schumer (D) - Kirsten Gillibrand (D) North Carolina - Richard Burr (R) - Thom Tillis (R) North Dakota - John Hoeven (R) - Heidi Heitkamp (D) Ohio - Sherrod Brown (D) - Rob Portman (R) Oklahoma - James Inhofe (R) - James Lankford (R) Óregon - Ron Wyden (D) - Jeff Merkley (D) Pensilvânia - Bob Casey, Jr. (D) - Pat Toomey (R) Rhode Island - Jack Reed (D) - Sheldon Whitehouse (D) South Carolina - Lindsey Graham (R) - Tim Scott (R) | South Dakota - John Thune (R) - Mike Rounds (R) Tennessee - Lamar Alexander (R) - Bob Corker (R) Texas - John Cornyn (R) - Ted Cruz (R) Utah - Orrin Hatch (R) - Mike Lee (R) Vermont - Patrick Leahy (D) - Bernie Sanders (I) Virgínia - Mark Warner (R) - Tim Kaine (D) Washington - Patty Murray (D) - Maria Cantwell (D) West Virginia - Joe Manchin (D) - Shelley Moore Capito (R) Wisconsin - Ron Johnson (R) - Tammy Baldwin (D) Wyoming - Michael Enzi (R) - John Barrasso (R) |

### Câmara dos Representantes

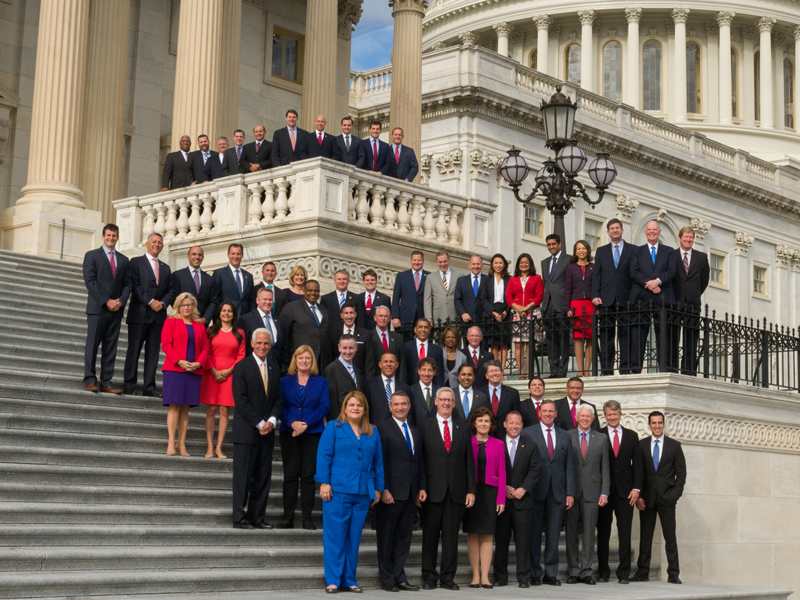
Novos Representantes do 115º Congresso dos Estados Unidos.

| Alabama - Bradley Byrne (R) - Martha Roby (R) - Mike Rogers (R) - Robert Aderholt (R) - Mo Brooks (R) - Gary Palmer (R) - Terri Sewell (D) Alaska - Don Young (R) Arizona - Tom O'Halleran (D) - Martha McSally (R) - Raúl Grijalva (D) - Paul Gosar (R) - Andy Biggs (R) - David Schweikert (R) - Ruben Gallego (D) - Trent Franks (R), até 8 de dezembro de 2017 - Vacante - Kyrsten Sinema (D) Arkansas - Rick Crawford (R) - French Hill (R) - Steve Womack (R) - Bruce Westerman (R) Califórnia - Doug LaMalfa (R) - Jared Huffman (D) - John Garamendi (D) - Tom McClintock (R) - Mike Thompson (D) - Doris Matsui (D) - Ami Bera (D) - Paul Cook (R) - Jerry McNerney (D) - Jeff Denham (R) - Mark DeSaulnier (D) - Nancy Pelosi (D) - Barbara Lee (D) - Jackie Speier (D) - Eric Swalwell (D) - Jim Costa (D) - Ro Khanna (D) - Anna Eshoo (D) - Zoe Lofgren (D) - Jimmy Panetta (D) - David Valadao (R) - Devin Nunes(R) - Kevin McCarthy (R) - Salud Carbajal (D) - Steve Knight (R) - Julia Brownley (D) - Judy Chu (D) - dam Schiff (D) - Tony Cárdenas (D) - Brad Sherman (D) - Pete Aguilar (D) - Grace Napolitano (D) - Ted Lieu (D) - Xavier Becerra (D), até 24 de janeiro de 2017 - Jimmy Gomez (D) desde 6 de junho de 2017 - Norma Torres (D) - Raul Ruiz (D) - Karen Bass (D) - Linda Sánchez (D) - Ed Royce (R) - Lucille Roybal-Allard (D) - Mark Takano (D) - Ken Calvert (R) - Maxine Waters (D) - Nanette Barragán (D) - Mimi Walters (R) - Lou Correa (D) - Alan Lowenthal (D) - Dana Rohrabacher (R) - Darrell Issa (R) - Duncan D. Hunter (R) - Juan Vargas (D) - Scott Peters (D) - Susan Davis (D) Carolina do Norte - G. K. Butterfield (D) - George Holding (R) - Walter B. Jones Jr. (R) - David Price (D) - Virginia Foxx (R) - Mark Walker (R) - David Rouzer (R) - Richard Hudson (R) - Robert Pittenger (R) - Patrick McHenry (R) - Mark Meadows (R) - Alma Adams (D) - Ted Budd (R) Carolina do Sul - Mark Sanford (R) - Joe Wilson (R) - eff Duncan (R) - Trey Gowdy (R) - Mick Mulvaney (R), até 16 de fevereiro de 2017 - Ralph Norman (R), desde 20 de junho de 2017 - Jim Clyburn (D) - Tom Rice (R) Colorado - Diana DeGette (D) - Jared Polis (D) - Scott Tipton (R) - Ken Buck (R) - Doug Lamborn (R) - Mike Coffman (R) - Ed Perlmutter (D) Connecticut - John B. Larson (D) - Joe Courtney (D) - Rosa DeLauro (D) - Jim Himes (D) - Elizabeth Esty (D) Dakota do Norte - Kevin Cramer (R) Dakota do Sul - Mike Rounds (R) - Kristi Noem (R) Delaware - Lisa Blunt Rochester (D) Flórida - Matt Gaetz (R) - Neal Dunn (R) - Ted Yoho (R) - John Rutherford (R) - Al Lawson (D) - Ron DeSantis (R) - Stephanie Murphy (D) - Bill Posey (R) - Darren Soto (D) - Val Demings (D) - Daniel Webster (R) - Gus Bilirakis (R) - Charlie Crist (D) - Kathy Castor (D) - Dennis A. Ross (R) - Vern Buchanan (R) - Tom Rooney (R) - Brian Mast (R) - Francis Rooney (R) - Alcee Hastings (D) - Lois Frankel (D) - Ted Deutch (D) - Debbie Wasserman Schultz (D) - Frederica Wilson (D) - Mario Díaz-Balart (R) - Carlos Curbelo (R) - Ileana Ros-Lehtinen (R) Geórgia - Buddy Carter (R) - Sanford Bishop (D) - Drew Ferguson (R) - Hank Johnson (D) - John Lewis (D) - Tom Price (R), até 10 de fevereiro de 2017 - Karen Handel (R), desde 20 de junho de 2017 - Rob Woodall (R) - Austin Scott (R) - Doug Collins (R) - Jody Hice (R) - Barry Loudermilk (R) - Rick W. Allen (R) - David Scott (D) | Havaí - Colleen Hanabusa (D) - Tulsi Gabbard (D) Idaho - Raúl Labrador (R) - Mike Simpson (R) Illinois - Dick Durbin (D) - Tammy Duckworth (D) Indiana - Pete Visclosky (D) - Jackie Walorski (R) - Jim Banks (R) - Todd Rokita (R) - Susan Brooks (R) - Luke Messer (R) - André Carson (D) - Larry Bucshon (R) - Trey Hollingsworth (R) Iowa - Rod Blum (R) - Dave Loebsack (D) - David Young (R) - Steve King (R) Kansas - Roger Marshall (R) - Lynn Jenkins (R) - Kevin Yoder (R) - Mike Pompeo (R), até 23 de janeiro de 2017 - Ron Estes (R), desde 11 de abril de 2017 Kentucky - James Comer (R) - Brett Guthrie (R) - John Yarmuth (D) - homas Massie (R) - Hal Rogers (R) - Andy Barr (R) Luisiana - Steve Scalise (R) - Cedric Richmond (D) - Clay Higgins (R) - Mike Johnson (R) - Ralph Abraham (R) - Garret Graves (R) Maine - Chellie Pingree (D) - Bruce Poliquin (R) Maryland - Andy Harris (R) - Dutch Ruppersberger (D) - John Sarbanes (D) - Anthony G. Brown (D) - Steny Hoyer (D) - John Delaney (D) - Elijah Cummings (D) - Jamie Raskin (D) Massachusetts - Richard Neal (D) - Jim McGovern (D) - Niki Tsongas (D) - Joseph P. Kennedy III (D) - Katherine Clark (D) - Seth Moulton (D) - Mike Capuano (D) - Stephen F. Lynch (D) - Bill Keating (D) Michigan - Jack Bergman (R) - Bill Huizenga (R) - Justin Amash (R) - John Moolenaar (R) - Dan Kildee (D) - Fred Upton (R) - Tim Walberg (R) - Mike Bishop (R) - Sander Levin (D) - Paul Mitchell (R) - Dave Trott (R) - Debbie Dingell (D) - John Conyers (D), até 5 de dezembro de 2017 - Vacante - Brenda Lawrence (D) Minnesota - Tim Walz (D) - Jason Lewis (R) - Erik Paulsen (R) - Betty McCollum (D) - Keith Ellison (D) - Tom Emmer (R) - Collin Peterson (D) - Rick Nolan (D) Mississippi - Trent Kelly (R) - Bennie Thompson (D) - Gregg Harper (R) - Steven Palazzo (R) Missouri - Lacy Clay (D) - Ann Wagner (R) - Blaine Luetkemeyer (R) - icky Hartzler (R) - Emanuel Cleaver (D) - Sam Graves (R) - Billy Long (R) - Jason T. Smith (R) Montana - Ryan Zinke (R), até 1º de maio de 2017 - Greg Gianforte (R), desde 25 de maio de 2017 Nebraska - Jeff Fortenberry (R) - Don Bacon (R) - Adrian Smith (R) Nevada - Dina Titus (D) - Mark Amodei (R) - Jacky Rosen (D) - Ruben Kihuen (D) Nova Hampshire - Carol Shea-Porter (D) - Ann McLane Kuster (D) Nova Jérsei - Donald Norcross (D) - Frank LoBiondo (R) - Tom MacArthur (R) - Chris Smith (R) - Josh Gottheimer (D) - Frank Pallone (D) - Leonard Lance (R) - Albio Sires (D) - Bill Pascrell (D) - Donald Payne Jr. (D) - Rodney Frelinghuysen (R) - Bonnie Watson Coleman (D) Nova Iorque - Lee Zeldin (R) - Peter T. King (R) - Thomas Suozzi (D) - Kathleen Rice (D) - Gregory Meeks (D) - Grace Meng (D) - Nydia Velázquez (D) - Hakeem Jeffries (D) - Yvette Clarke (D) - Jerrold Nadler (D) - Dan Donovan (R) - Carolyn Maloney (D) - Adriano Espaillat (D) - Joseph Crowley (D) - José E. Serrano (D) - Eliot Engel (D) - Nita Lowey (D) - Sean Patrick Maloney (D) - John Faso (R) - Paul Tonko (D) - Elise Stefanik (R) - Claudia Tenney (R) - Tom Reed (R) - John Katko (R) - Louise Slaughter (D) - Brian Higgins (D) - Chris Collins (R) Novo México - Michelle Lujan Grisham (D) - Steve Pearce (R) - Ben Ray Luján (D) Ohio - Steve Chabot (R) - Brad Wenstrup (R) - Joyce Beatty (D) - Jim Jordan (R) - Bob Latta (R) - Bill Johnson (R) - Bob Gibbs (R) - Warren Davidson (R) - Marcy Kaptur (D) - Mike Turner (R) - Marcia Fudge (D) - Pat Tiberi (R) - Tim Ryan (D) - David Joyce (R) - Steve Stivers (R) - Jim Renacci (R) Oklahoma - Jim Bridenstine (R) - Markwayne Mullin (R) - Frank Lucas (R) - Tom Cole (R) - Steve Russell (R) | Oregon - Suzanne Bonamici (D) - Greg Walden (R) - Earl Blumenauer (D) - Peter DeFazio (D) - Kurt Schrader (D) Pensilvânia - Bob Brady (D) - Dwight Evans (D) - Mike Kelly (R) - Scott Perry (R) - Glenn Thompson (R) - Ryan Costello (R) - Pat Meehan (R) - Brian Fitzpatrick (R) - Bill Shuster (R) - Tom Marino (R) - Lou Barletta (R) - Keith Rothfus (R) - Brendan Boyle (D) - Michael F. Doyle (D) - Charlie Dent (R) - Lloyd Smucker (R) - Matt Cartwright (D) - Timothy F. Murphy (R), até 21 de outubro de 2017 - Vacante Rhode Island - David Cicilline (D) - James Langevin (D) Tennessee - Phil Roe (R) - Jimmy Duncan (R) - Chuck Fleischmann (R) - Scott DesJarlais (R) - Jim Cooper (D) - Diane Black (R) - Marsha Blackburn (R) - David Kustoff (R) - Steve Cohen (D) Texas - Louie Gohmert (R) - Ted Poe (R) - Sam Johnson (R) - John Ratcliffe (R) - Jeb Hensarling (R) - Joe Barton (R) - John Culberson (R) - Kevin Brady (R) - Al Green (D) - Michael McCaul (R) - Mike Conaway (R) - Kay Granger (R) - Mac Thornberry (R) - Randy Weber (R) - Vicente González (D) - Beto O'Rourke (D) - Bill Flores (R) - Sheila Jackson Lee (D) - Jodey Arrington (R) - Joaquín Castro (D) - Lamar S. Smith (R) - Pete Olson (R) - Will Hurd (R) - Kenny Marchant (R) - Roger Williams (R) - Michael C. Burgess (R) - Blake Farenthold (R) - Henry Cuellar (D) - Gene Green (D) - Eddie Bernice Johnson (D) - John Carter (R) - Pete Sessions (R) - Marc Veasey (D) - Filemon Vela Jr. (D) - Lloyd Doggett (D) - Brian Babin (R) Utah - Rob Bishop (R) - Chris Stewart (R) - Jason Chaffetz (R), até 30 de junho de 2017 - John Curtis (R), desde 7 de novembro de 2017 - Mia Love (R) Vermont - Peter Welch (D) Virgínia - Rob Wittman (R) - Scott Taylor (R) - Bobby Scott (D) - Donald McEachin (D) - Thomas Garrett, Jr. (R) - Bob Goodlatte (R) - Dave Brat (R) - Don Beyer (D) - Morgan Griffith (R) - Barbara Comstock (R) - Gerry Connolly (D) Virgínia Ocidental - David McKinley (R) - Alex Mooney (R) - Evan Jenkins (R) Washington - Suzan DelBene (D) - Rick Larsen (D) - Jaime Herrera Beutler (R) - Dan Newhouse (R) - Cathy McMorris Rodgers (R) - Derek Kilmer (D) - Pramila Jayapal (D) - Dave Reichert (R) - Adam Smith (D) - Dennis Heck (D) Wisconsin - Paul Ryan (R) - Mark Pocan (D) - Ron Kind (D) - Gwen Moore (D) - Jim Sensenbrenner (R) - Glenn Grothman (R) - Sean Duffy (R) - Mike Gallagher (R) Wyoming - Liz Cheney (R) Não-votantes - Distrito de Colúmbia: Eleanor Holmes Norton (D) - Guam: Madeleine Bordallo (D) - Ilhas Marianas Setentrionais: Gregorio Sablan (I) - Ilhas Virgens Americanas: Stacey Plaskett (D) - Porto Rico: Jenniffer González (PNP/R) - Samoa Americana: Amata Coleman Radewagen (R) |

## Comitês

### Senado
- Agricultura, Nutrição e Matas
- Apropriações
- Serviços Armados
- Banco, Habitação e Assuntos Urbanos
- Orçamento
- Comércio, Ciências e Transportes
- Energia e Fontes Naturais
- Desenvolvimento e Obras Públicas

## Mudanças de membresia

### Senado
| Estado    | Classe | Senador | Senador            | Descrição | Sucessor           |
| --------- | ------ | ------- | ------------------ | --- | ------------------ |
| Alabama   | (2)    |         | Jeff Sessions (R)  | Renunciou em 8 de fevereiro de 2017 para assumir a Procuradoria-geral dos Estados Unidos. Um sucessor interino foi indicado em 9 de fevereiro.                                 | Luther Strange (R) |
| Minnesota | (2)    |         | Al Franken (D)     | Renunciou em 2 de janeiro de 2018 em meio a alegações de assédio sexual. Uma sucessora interina foi indicada em 2 de janeiro.                                                  | Tina Smith (D)     |
| Alabama   | (2)    |         | Luther Strange (R) | Nomeação expirou em 3 de janeiro de 2018, seguida de uma eleição especial. Sucessor foi eleito em 12 de dezembro de 2017 para complementar o mandato até 3 de janeiro de 2021. | Doug Jones (D)     |

### Câmara dos Representantes
| Estado      | Distrito | Representante | Representante      | Descrição | Sucessor           |
| ----------- | -------- | ------------- | ------------------ | --- | ------------------ |
| Kansas      | 4        |               | Mike Pompeo (R)    | Renunciou em 23 de janeiro de 2017 para assumir a Diretoria da Agência Central de Inteligência. Uma eleição especial foi realizada em 11 de abril do mesmo ano para escolha do sucessor. | Ron Estes (R)      |
| Califórnia  | 34       |               | Xavier Becerra (D) | Renunciou em 24 de janeiro de 2017 para assumir a Procuradoria-geral da Califórnia. | Jimmy Gomez (D)    |
| Geórgia     | 6        |               | Tom Price (R)      | Renunciou em 10 de fevereiro de 2017 para assumir o Departamento de Saúde e Serviços Humanos.                                                                                            | Karen Handel (R)   |
| C. do Sul   | 5        |               | Mick Mulvaney (R)  | Renunciou em 16 de fevereiro de 2017 para assumir o Escritório de Administração e Orçamento.                                                                                             | Ralph Norman (R)   |
| Montana     | Montana  |               | Ryan Zinke (R)     | Renunciou em 1 de março de 2017 para assumir o Departamento do Interior. | Greg Gianforte (R) |
| Utah        | 3        |               | Jason Chaffetz (R) | Renunciou em 30 de junho de 2017. | John Curtis (R)    |
| Pensilvânia | 18       |               | Tim Murphy (R)     | Renunciou em 21 de outubro de 2017. Uma eleição especial ocorrerá em 13 de março de 2018.                                                                                                | TBD                |
| Michigan    | 13       |               | John Conyers (D)   | Renunciou em 5 de dezembro de 2017. Uma eleição especial ocorrerá em 6 de novembro de 2018.                                                                                              | TBD                |
| Arizona     | 8        |               | Trent Franks (R)   | Renunciou em 8 de dezembro de 2017. Uma eleição especial ocorrerá em 24 de abril de 2018.                                                                                                | TBD                |
| Ohio        | 12       |               | Pat Tiberi (R)     | Renunciará em 15 de janeiro de 2018. Uma eleição especial será programada pelo Governador de Ohio John Kasich.                                                                           | TBD                |